# Teszla-havas
A Teszla-havas egyike a Csukás előhegyeinek a Barcaság, Háromszék felől nézve, de formájában, szerkezetében mégis merőben eltér a nagy Csukástól és a környéktől. Jellegzetes félgömb alakja már messziről kiemelkedik a környékből. Nem áll egyedül, mert közeli szomszédja a Dongó/Dangó havasa, távolabb pedig a Dobromir, de ő a legmagasabb, 1613 méter.

## Felépítése
A Teszla fehér mészkőből áll, melyben résbarlangok húzódnak meg. A hegység felső fele egy szabályos mészkő félgömb. A tetejéről vagy az előtte levő széles tisztásról kitűnő kilátás nyílik a Csukás-hegység főgerincére. Erről így ír Orbán Balázs: "Közvetlen a Szászbércz közelében a látkép előtereként három kúpidomú hegy: a Dongó, Dobromir és Teszla emelkedik fel, a teremtő hatalmának óriási sziklagúláiként, melyek közül a két első lengő fenyvesek zöld leplével van beboritva, mig a Teszla kopár mészkő-halmazával, a képzelhető legszebb hullámvonalokba mint márvány piramis merészen lövell fel oly magasra, hogy a futó felhők gyakran fennakadnak tetején, s a merész röptű királysas is alig meri tetőormáig kiterjeszteni terjes röpköreit. Mindez – mi önmagában is eléggé elragadó képet nyújt – nem más a nagyszerű látvány előterének kis részénél, mert ezek háta mögött emelkedik csodás dekorációként a Csukás."

## Megközelítése
Háromszék, Brassó felől legkönnyebben az Ósánczi (vagy Ósánci) szorostól jövet lehet megközelíteni. A legnagyobb emelkedő elején érdemes megállni Babarunkánál, ahol szálló és vendéglő, parkoló is található. Onnan több jelzés visz baloldali irányba a Teszláig, a csukási főgerinc alatt, tőle északnyugatra. A rövidebb úton kb. két óra alatt érjük el a csúcs alatti tisztást. A csúcsra felmászni nem tanácsos a mély hasadékok végett, tapasztalanoknak végzetes lehet. A tisztásról viszont gyönyörködhetünk a Csukás-hegység nagyszerűségében.
Babarunkától a fehér mezőben piros kereszt jelzést kövessük, majd a Teszla-pusztájára kiérve tovább haladhatunk kelet felé és a Teszla nyergén áthaladva 1347 méter, felkapaszkodhatunk a főgerincre a Góliát tornya mellé 1745 méter magasságba.